# Rudolf Henčl
Rudolf Henčl (24. dubna 1886 Praha – 9. ledna 1948) byl fotbalový funkcionář a trenér.

## Život
Původně magistrátní úředník, do Viktorie Žižkov jej v roce 1911 přivedl útočník Jaroslav Mysík, s nímž sloužil během vojenské služby v Tridentu. Stal se místopředsedou a krátce potom předsedou Viktorie Žižkov a významným fotbalovým funkcionářem. Za 1. sv. války byl na ruské frontě zajat, vstoupil do legií a do vlasti se vrátil jako legionářský důstojník. Později byl předsedou Středočeské župy a v letech 1925 a 1927–1929 tzv. asociačním kapitánem československé fotbalové reprezentace (tehdejší označení funkce, která dnes odpovídá zhruba funkci trenéra národního mužstva.